# 徳山ステーションビル
徳山ステーションビル（とくやまステーションビル）は、かつて山口県徳山市（現・周南市）に存在した西日本旅客鉄道（JR西日本）徳山駅の駅ビルである。愛称はとくやま駅ビルトークス。通称は徳山駅ビルであった。

## 概要
徳山空襲を免れた先代駅舎に変わる民衆駅として、1969年（昭和44年）10月に開業。中国地方では広島駅についで2番目と、日本国内でも古くから存在する駅ビルの一つであった。
当時の徳山駅周辺は大型商業施設の開業が続いており（周南市中心市街地の項を参照）、徳山駅周辺の商業発展の象徴の一つであった。
管理・運営は、当時の徳山市と地元有力企業16社によって設立された第三セクターの徳山ステーションビル株式会社が担った。

## 店舗
建物は鉄筋コンクリート造りの地上3階（一部4階）、地下1階のビルで、1階部分が駅舎（在来線改札口）となっていた。
開業当初の店舗構成は、地下に食料品店とみやげ店、1階に食堂、2階は衣料品店と日用雑貨店、3階は飲食店街、4階に遊技場というものであった。
ビル屋上には、巨大なアサヒビールのネオン広告が設置されていた。

## 閉店とその後
1994年（平成6年）以降、郊外型大型店の進出などを背景にテナントの撤退が相次ぎ、1999年（平成11年）6月には全体の3分の1近くが空きテナントという状況になった。翌年の2000年（平成12年）4月に、運営会社（徳山ステーションビル株式会社）が解散に至った。
2001年（平成13年）2月に、2階以上（3,412m2）を徳山市が取得し、10月より「徳山市市民交流センター」（のちに周南市市民交流センターに改称）として再スタートした。

### 市民交流センター
- 市民活動支援センター
- 会議室
- ビジネスサポートコーナー
- 図書コーナー
- 市民多目的広場

その後10年以上にわたり、市民交流センターとしての運営が続いたが、徳山駅の橋上駅舎化に伴い、本施設が解体されることとなった。2014年（平成26年）9月6日に駅改札が橋上駅舎に移転し、2015年（平成27年）3月21日に市民交流センターが閉館。2016年（平成28年）2月までに解体が完了し、46年の歴史に幕を下ろした。
跡地には、市民交流センターの後継施設となる周南市徳山駅前賑わい交流施設（通称・徳山駅前図書館）が整備された。

## 歴史
- 1968年（昭和43年）5月 - 徳山ステーションビル株式会社が設立、着工。
- 1969年（昭和44年）10月3日 - 開業。
- 2000年（平成12年）4月 - 徳山ステーションビル株式会社が解散。
- 2001年（平成13年）2月 - 徳山市が2階以上を取得。
  - 7月10日 - 大規模小売店舗立地法第6条5項に基づく廃止届出。
  - 10月 - 徳山市市民交流センターとして開館。
- 2003年（平成15年）4月21日 - 周南市市民交流センターに改称。
- 2014年（平成26年）9月5日 - 在来線駅舎が橋上駅舎に移転。
- 2015年（平成27年）3月21日 - 周南市市民交流センター閉館。
- 2016年（平成28年）2月 - 解体完了。